# Rok Benkovič
Rok Benkovič (né le 20 mars 1986 à Ljubljana) est un sauteur à ski slovène, qui a mis un terme à sa carrière en 2007.

## Carrière
Grand espoir du saut à ski slovène, il crée en 2005 une grosse surprise en remportant l'épreuve sur petit tremplin (K90) des Championnats du monde d'Oberstdorf. Il devient à cette occasion le premier champion du monde de ski nordique slovène. Il décroche aussi avec ses coéquipiers la médaille de bronze dans le concours par équipe du K90. En grande forme durant ces Mondiaux, il prend aussi une honorable 5e place dans l'épreuve sur grand tremplin. 
Les deux saisons suivantes sont difficiles, il ne retrouve pas son meilleur niveau, et décide d'arrêter sa carrière après l'hiver 2006-2007, à seulement 21 ans.

## Palmarès

### Jeux olympiques
| Épreuve / Édition | Turin 2006 |
| Petit tremplin    | 49e        |
| Grand tremplin    | 29e        |
| Par équipes       | 10e        |

### Championnats du monde
| Épreuve / Édition | Épreuve / Édition | Val di Fiemme 2003 | Oberstdorf 2005 | Sapporo 2007 |
| Petit Tremplin    | Petit Tremplin    | 31e                | Or              | 27e          |
| Grand Tremplin    | Grand Tremplin    | 23e                | 5e              |              |
| Par équipes       | PT                |                    | Bronze          |              |
| Par équipes       | GT                | 6e                 | 4e              |              |

### Championnats du monde de vol à ski
| Épreuve / Édition | Planica 2004 | Kulm 2006 |
| Individuel        | 21e          | 27e       |
| Par équipes       | 6e           | 5e        |

### Coupe du monde
- Meilleur classement général : 17e en 2004.
- Meilleur résultat individuel : 4e.
- 1 podium par équipes (2005).

### Championnats du monde junior
- Médaille d'argent en individuel en 2003.